# Kazimierz Maria Podoski

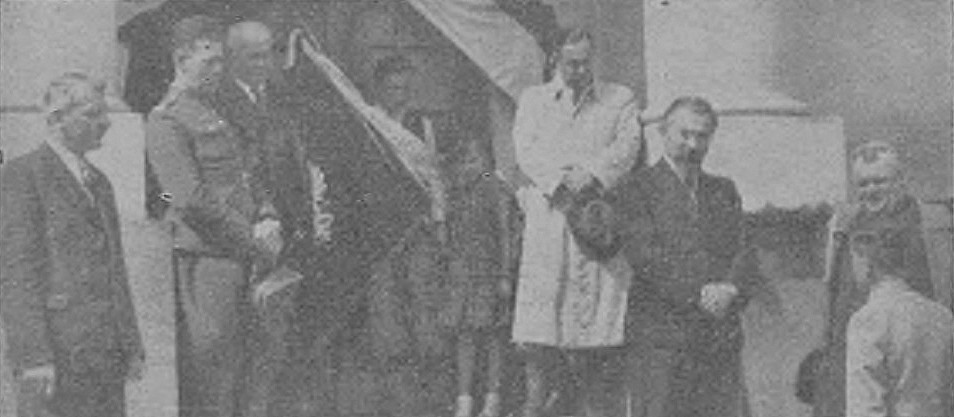
Szkoła Powszechna w Ustrzykach Dolnych na Fundusz Obrony Narodowej (1939). Od lewej dyrektor szkoły Władysław Dziduszko i mjr Kazimierz Maria Podoski

Kazimierz Maria Podoski herbu Junosza (ur. 14 lipca 1895 w Równem, zm. 1940 w ZSRR) – major piechoty Wojska Polskiego, ofiara zbrodni katyńskiej.

## Życiorys
Urodził się 14 lipca 1895 w Równem jako syn Augusta Podoskiego herbu Junosza (1861-1927) i Lucyny z domu Lenieckiej herbu Jelita (ur. 1868). Był bratem Adama (1891–1937), Władysława Tadeusza (1893–1940), kapitana administracji (piechoty) Wojska Polskiego, zamordowanego w Katyniu, Marii (1899–1966) i Leszka (1901–1975).
W czasie I wojny światowej walczył w szeregach c. k. Obrony Krajowej. Na stopień chorążego rezerwy został mianowany ze starszeństwem z 1 października 1916. W 1918 jego oddziałem macierzystym był Pułk Strzelców Nr 36.
28 grudnia 1918 został przyjęty do Wojska Polskiego. W czasie wojny z bolszewikami walczył w szeregach 54 pułku piechoty. Wyróżnił się 3 czerwca 1920 dowodząc 5 kompanią w walce o wieś Wierzchówka. W czasie tej walki został ranny w nogę. 7 maja 1921 dowódca 54 pp, podpułkownik Bolesław Fijałkowski przedstawił go do odznaczenia Orderem Virtuti Militari. W tym czasie porucznik Podoski dowodził II batalionem 54 pp.
Został awansowany na stopień kapitana piechoty ze starszeństwem z dniem 1 czerwca 1919. Na początku lat 20. jako oficer nadetatowy 54 pułku piechoty z Tarnopola służył w 12 Dywizji Piechoty w tym samym mieście jako II oficer sztabu. W grudniu 1924 został przesunięty na stanowisko I oficera sztabu. W 1928 był ponownie oficerem w służbie 54 pułku piechoty. W marcu 1930 został przeniesiony z 54 pp do Korpusu Ochrony Pogranicza. Pełnił służbę w Centralnej Szkole Podoficerów KOP w Osowcu. 2 grudnia 1930 został mianowany majorem ze starszeństwem z dniem 1 stycznia 1931 i 32. lokatą w korpusie oficerów piechoty. W czerwcu 1933 został przeniesiony z KOP do 71 pułku piechoty w Zambrowie na stanowisko dowódcy batalionu. W marcu 1935 został przydzielony do Powiatowej Komendy Uzupełnień Radom celem odbycia praktyki poborowej. Według stanu z marca 1939 pełnił służbę w Komendzie Rejonu Uzupełnień Sanok na stanowisku komendanta rejonu uzupełnień.
Po wybuchu II wojny światowej, agresji ZSRR na Polskę z 17 września 1939 i nastaniu okupacji sowieckiej został aresztowany przez funkcjonariuszy NKWD. W 1940 został zamordowany w ramach zbrodni katyńskiej. Jego nazwisko znalazło się na tzw. Ukraińskiej Liście Katyńskiej opublikowanej w 1994 (został wymieniony na liście wywózkowej 41/1-69 oznaczony numerem 2333). Ofiary tej części zbrodni katyńskiej zostały pochowane na otwartym w 2012 Polskim Cmentarzu Wojennym w Kijowie-Bykowni.
Był żonaty z Bronisławą z domu Jaremską (ur. 1910), z którą miał syna Bogusława (ur. 1935).

## Odznaczenia
- Krzyż Walecznych dwukrotnie[2]
- Złoty Krzyż Zasługi – 25 maja 1939 „za zasługi w służbie wojskowej”[26][27]

16 listopada 1936 Komitet Krzyża i Medalu Niepodległości odrzucił wniosek o nadanie mu tego odznaczenia „z powodu braku pracy niepodległościowej”.